# Віллі Андерсон (баскетболіст)
Віллі Ллойд Андерсон (молодший) (англ. Willie Lloyd Anderson Jr.; нар. 8 січня 1966, Грінвілл, Південна Кароліна, США) — американський професіональний баскетболіст, що грав на позиції легкого форварда за низку команд НБА. Гравець національної збірної США. Старший брат баскетболіста Шендона Андерсона.

## Ігрова кар'єра
На університетському рівні грав за команду Джорджія (1984—1988). 1988 року у складі збірної США завоював бронзову медаль Сеула.
Того ж року був обраний у першому раунді драфту НБА під загальним 10-м номером командою «Сан-Антоніо Сперс». Професійну кар'єру розпочав 1988 року виступами за тих же «Сан-Антоніо Сперс», захищав кольори команди із Сан-Антоніо протягом наступних 7 сезонів. У своєму дебютному сезоні був включений до першої збірної новачків НБА.
З 1995 по 1996 рік грав у складі «Торонто Репторз».
Частину 1996 року виступав у складі «Нью-Йорк Нікс».
Наступною командою в кар'єрі гравця була «Олімпіакос» з Греції, за яку він відіграв лише частину сезону 1996 року.
З 1996 по 1997 рік грав у складі «Маямі Гіт».
1997 року перейшов до грецької команди АЕК, у складі якої провів наступний сезон своєї кар'єри. 1998 року допоміг команді дійти до фіналу Євроліги.
Останньою ж командою в кар'єрі гравця стала «Маккабі» (Тель-Авів) з Ізраїлю, до складу якої він приєднався 1998 року і за яку відіграв один сезон.

## Статистика виступів в НБА

### Регулярний сезон
| Сезон             | Команда             | GP  | GS  | MPG  | FG%  | 3P%  | FT%  | RPG | APG | SPG | BPG | PPG  |
| ----------------- | ------------------- | --- | --- | ---- | ---- | ---- | ---- | --- | --- | --- | --- | ---- |
| 1988–89           | «Сан-Антоніо Сперс» | 81  | 79  | 33.8 | .498 | .190 | .775 | 5.1 | 4.6 | 1.9 | 0.8 | 18.6 |
| 1989–90           | «Сан-Антоніо Сперс» | 82  | 81  | 34.0 | .492 | .269 | .748 | 4.5 | 4.4 | 1.4 | 0.7 | 15.7 |
| 1990–91           | «Сан-Антоніо Сперс» | 75  | 75  | 34.6 | .457 | .200 | .798 | 4.7 | 4.8 | 1.1 | 0.8 | 14.4 |
| 1991–92           | «Сан-Антоніо Сперс» | 57  | 55  | 33.1 | .455 | .232 | .775 | 5.3 | 5.3 | 0.9 | 0.9 | 13.1 |
| 1992–93           | «Сан-Антоніо Сперс» | 38  | 7   | 14.7 | .430 | .125 | .786 | 1.5 | 2.1 | 0.4 | 0.2 | 4.8  |
| 1993–94           | «Сан-Антоніо Сперс» | 80  | 79  | 31.1 | .471 | .324 | .848 | 3.0 | 4.3 | 0.9 | 0.6 | 11.9 |
| 1994–95           | «Сан-Антоніо Сперс» | 38  | 11  | 14.6 | .469 | .158 | .732 | 1.4 | 1.4 | 0.7 | 0.3 | 4.9  |
| 1995–96           | «Торонто Репторз»   | 49  | 42  | 31.9 | .440 | .305 | .856 | 3.8 | 3.0 | 1.2 | 1.0 | 12.4 |
| 1995–96           | «Нью-Йорк Нікс»     | 27  | 2   | 18.4 | .421 | .200 | .613 | 2.2 | 1.8 | 0.6 | 0.3 | 5.0  |
| 1996–97           | «Маямі Гіт»         | 28  | 1   | 10.8 | .453 | .421 | .850 | 1.5 | 1.2 | 0.5 | 0.1 | 3.0  |
| Усього за кар'єру | Усього за кар'єру   | 555 | 432 | 28.8 | .471 | .266 | .786 | 3.8 | 3.8 | 1.1 | 0.6 | 12.2 |

### Плей-оф
| Сезон             | Команда             | GP | GS | MPG  | FG%  | 3P%   | FT%  | RPG | APG | SPG | BPG | PPG  |
| ----------------- | ------------------- | -- | -- | ---- | ---- | ----- | ---- | --- | --- | --- | --- | ---- |
| 1990              | «Сан-Антоніо Сперс» | 10 | 10 | 37.5 | .518 | .400  | .806 | 5.4 | 5.2 | 0.9 | 0.4 | 20.5 |
| 1991              | «Сан-Антоніо Сперс» | 4  | 4  | 39.8 | .485 | .200  | .615 | 4.3 | 4.8 | 1.5 | 0.5 | 19.0 |
| 1993              | «Сан-Антоніо Сперс» | 10 | 0  | 21.9 | .451 | .545  | .882 | 2.3 | 2.8 | 0.9 | 0.2 | 9.5  |
| 1994              | «Сан-Антоніо Сперс» | 4  | 4  | 26.5 | .378 | 1.000 | .571 | 2.0 | 3.0 | 1.3 | 0.5 | 8.3  |
| 1995              | «Сан-Антоніо Сперс» | 11 | 0  | 8.8  | .450 | .000  | .667 | 1.1 | 0.9 | 0.5 | 0.0 | 1.8  |
| 1996              | «Нью-Йорк Нікс»     | 4  | 0  | 16.0 | .318 | .167  | .857 | 2.3 | 0.3 | 1.0 | 0.0 | 5.3  |
| 1997              | «Маямі Гіт»         | 9  | 0  | 13.3 | .367 | .250  | .900 | 1.9 | 0.6 | 0.4 | 0.2 | 3.7  |
| Усього за кар'єру | Усього за кар'єру   | 52 | 18 | 21.9 | .464 | .333  | .785 | 2.7 | 2.4 | 0.8 | 0.2 | 9.3  |